# Carlos S. Camacho
Carlos Sablan Camacho (Saipã, 27 de fevereiro de 1937) foi o primeiro governador eleito das Marianas Setentrionais, uma Commonwealth dos Estados Unidos.

## Biografia
Camacho nasceu em Saipã. Ele foi aluno da Universidade do Havaí e da Fiji School of Medicine. Ele foi médico até 1967, quando ele foi eleito para o congresso da Micronésia. Ele serviu como chefe médico da saúde pública das ilhas do Pacífico de 1969 a 1977. Foi também presidente do Partido Democrático de Saipã de 1975 a 1977. Em 1976, ele foi nomeado para a Convenção Constitucional das Marianas Setentrionais.